# ホセ・オスーナ (2007年生の外野手)
ホセ・オスーナ（Jose Ozuna, 2007年3月27日 - ）は、ドミニカ共和国出身のプロ野球選手（外野手・育成選手）。右投右打。福岡ソフトバンクホークス所属。
従兄弟はマルセル・オスーナ。

## 経歴

### プロ入り
2022年12月23日に15歳9ヶ月で福岡ソフトバンクホークスと育成選手契約を結んだ。背番号は173。

### ソフトバンク時代
2023年は2軍公式戦（ウエスタン・リーグ）の出場はなく、ファーム非公式戦（3軍、4軍）40試合に出場して、打率.219、本塁打0、5打点という成績だった。また、9月18日に左肩関節後方関節唇損傷に伴うバンカート修復術、および肩関節包縫縮術を受けた。
2024年はファーム非公式戦60試合に出場して、打率.215、2本塁打、22打点という成績だった。

## 選手としての特徴
長打力とコンタクト能力を併せ持った強打者で、150km/h台後半の直球にも打ち負けないバットスピードを誇る。また強肩もセールスポイント。

## 詳細情報

### 背番号
- 173（2023年[3] - ）

### 登場曲
- 「El tubo」 El Alfa “El Jefe”（2023年 - ）